# Viroin
De Viroin is een linkerzijrivier van de Maas.
Ze ontstaat op Belgisch grondgebied uit de samenvloeiing van haar bronrivieren, de Eau Blanche en de Eau Noire te Dourbes (provincie Namen), deelgemeente van Viroinval, op een hoogte van 150 meter. Na een loop van 18 km overschrijdt ze bij Treignes de Franse grens om na een laatste meander van 4 km uit te monden in de Maas bij Vireux-Molhain op een hoogte van 110 meter.